# Château de Marlioz
Le château de Marlioz, est une ancienne maison forte de la fin du XIIIe siècle, remanié notamment au XVIIe siècle et au XXe siècle, centre au Moyen Âge de la seigneurie de la Tour de Marlioz, qui se dresse sur la commune de Marlioz une commune française, dans le département de la Haute-Savoie et la région Rhône-Alpes.

## Situation
La maison forte est située dans le bourg, au sud-sud-ouest de l'église. Elle contrôlait l'une des principales routes du comté de Genève, entre la cité genevoise à Seyssel, qui passe notamment par les Usses. Elle contrôlait le passage par les Grandes Usses tandis que le château de Sallenôves, situé sur la rive gauche, surplombe celui des Petites Usses. Un embranchement permettait de relier l'autre ville genevoise, Annecy.

## Historique
L'origine de la seigneurie de la Tour de Marlioz remonte au XIIIe siècle.
La maison forte devient la possession de la famille de Confignon vers 1288, date à laquelle elle perd la charge héréditaire de vidomne de Genève au XIIIe siècle,.
Elle est la possession de la famille de Viry à la fin du XIVe siècle, parmi laquelle figurent comme seigneurs de Marlioz : René de Viry, Guillaume de Viry, Louis de Viry et Amédée de Viry.
Charles de Sallenôves, Gentilhomme ordinaire de Charles Quint, avant de mourir, donne le château de Sallenôves et celui de Marlioz en 1566 à Pierre de Montluel. Au décès de ce dernier, sa veuve cède les seigneuries au duc Emmanuel Philibert de Savoie, qui les donne en fief à Simon Marmier, seigneur de Moissy, mort le 3 juin 1589 à la bataille de Plan-les-Ouates.
Se succèdent les familles Marin de Viry, Marnière, comte de Sallenôves en 1585. La famille Livron les rachètes en 1594, ils sont la possession de Jean de Livron en 1607 et en 1651 de Gaspard de Livron qui les a reçus en dot de la nièce de Simon Marmier. Ils auront jusqu'au XXe siècle, des propriétaires communs, qui habiteront le château de Marlioz, rénové en 1673, au détriment du château de Sallenôves. Viennent ensuite les Compey en 1699, Victor de Lucinge en 1752, Victor-Amédée de Compors-Féternes, Pingon en 1774.
Amédée Gaspard de Pingon les lègues au comte de Eugène Fulcrand de la Prunarède. Au décès de ce dernier, les châteaux échoient à sa femme puis à l'abbé Édouard Scott, curé d'Aire-sur-la-Lys.
En 1873, les châteaux sont vendus aux enchères à Jean Daudens de Frangy. En 1930, Sallenôves est acheté par Émile Schurch qui le restaure. Il appartient toujours à cette famille.
Maison forte et seigneurie de Confignon
La seigneurie, également sur le territoire de Marlioz, créée par le comte Amédée II de Genève, est donné en fief en 1282 à Valère de Confignon. Elle passe ensuite aux familles de la Croix puis du Clos. La maison-forte brûla au milieu du XVe siècle. La seigneurie est absorbée par celle de la Tour de Marlioz en 1657.

## Description
On accède au château en franchissant un portail, édifié par Melchior de Livron (1618-1686), chevalier de Malte, daté de 1673 et surmonté de ses armoiries.
À la fin du XVIIe siècle ou au début du XVIIIe siècle, les Compey dote le château de quatre tourelles d'angle.